# Tipula (Schummelia) vocator
Tipula (Schummelia) vocator is een tweevleugelige uit de familie langpootmuggen (Tipulidae). De soort komt voor in het Oriëntaals gebied.